# 千葉紘子
千葉 紘子（ちば ひろこ、1944年11月19日 - ）は、日本の女性歌手、教育関係者。東京都荒川区出身。

## 経歴
1964年3月、山脇学園短期大学卒業。1970年2月に日本万国博覧会会場（現：万博記念公園）で行われた「第3回 全国カンツォーネコンクール」優勝を機に芸能界入り。
1971年に『恋する女に悔いはない』で歌手デビュー。
1972年に発売された第3弾シングル「折鶴」がオリコンチャートで最高第9位、100位以内に28週に渡ってランクインし同誌集計で27.7万枚を売り上げるロングヒットとなった。その後も「初めてのお酒」や、「宗谷岬」などヒット。
1980年からラジオパーソナリティーとして、FM東京「ステレオ歌謡バラエティ」、NHKラジオ第1放送「はつらつスタジオ505」等担当。また「ルックルックこんにちは」の名物コーナーだった「ドキュメント女ののど自慢」の審査員も務めた。
山脇学園短期大学卒業時に中学校教員免許を取得しており、歌手活動に加え、少年の育成にも携わっている。
1983年に法務省の篤志面接委員、1990年には保護司に就任し、全国各地の少年院などを慰問や院生のカウンセリングを行っている。
2002年には瀬戸山賞、その他法務大臣表彰を6回受けている。また、2003年には矯正協会副会長と東京家庭裁判所家事調停委員に就任している。
2005年4月〜2006年3月、人権教育啓発情報誌「アイユ」に「お母さん私を見て」連載（財団法人人権教育啓発推進センター）。
2007年、弁護士の河上和雄と結婚。
2018年、秋の叙勲にて、瑞宝双光章を受章。

## ディスコグラフィ

### シングル
- 1〜11・19〜21：キングレコード、12〜18：ポリドール。

| #  | 発売日         | A/B面 | タイトル             | 作詞       | 作曲             | 編曲             | 規格品番 |
| -- | -------------- | ----- | -------------------- | ---------- | ---------------- | ---------------- | -------- |
| 1  | 1971年 7月     | A面   | 恋する女に悔いはない | 阿久悠     | すぎやまこういち | すぎやまこういち | BS-1397  |
| 1  | 1971年 7月     | B面   | 明日に生きる         | 阿久悠     | 古賀修           | すぎやまこういち | BS-1397  |
| 2  | 1972年 2月     | A面   | はぐれ鳥             | 小西美恵子 | 宮川泰           | 宮川泰           | BS-1488  |
| 2  | 1972年 2月     | B面   | 夕陽とくちづけ       | 安井かずみ | 宮川泰           | 宮川泰           | BS-1488  |
| 3  | 1972年 8月25日 | A面   | 折鶴                 | 安井かずみ | 浜圭介           | 森岡賢一郎       | BS-1570  |
| 3  | 1972年 8月25日 | B面   | 恋は鳩のように       | 増永直子   | G.Savio          | 森岡賢一郎       | BS-1570  |
| 4  | 1973年 2月     | A面   | 雨やどリ             | フォーメン | フォーメン       | 森岡賢一郎       | BS-1640  |
| 4  | 1973年 2月     | B面   | 愛を知るとき         | 沢圭       | T.Dempsay        | 森岡賢一郎       | BS-1640  |
| 5  | 1973年 6月     | A面   | 郵便局               | 安井かずみ | 浜圭介           | 森岡賢一郎       | BS-1695  |
| 5  | 1973年 6月     | B面   | 遅くなった理由       | 安井かずみ | 浜圭介           | 森岡賢一郎       | BS-1695  |
| 6  | 1973年 12月    | A面   | 愛ふたたび           | 安井かずみ | 浜圭介           | 森岡賢一郎       | BS-1779  |
| 6  | 1973年 12月    | B面   | 愛のひとりごと       | 安井かずみ | 浜圭介           | 森岡賢一郎       | BS-1779  |
| 7  | 1974年 7月     | A面   | 初めてのお酒         | 千家和也   | 浜圭介           | 森岡賢一郎       | BS-1853  |
| 7  | 1974年 7月     | B面   | 明日の友達           | 千家和也   | 浜圭介           | 森岡賢一郎       | BS-1853  |
| 8  | 1975年 2月     | A面   | 泣いてもいいでしょ   | 千家和也   | 浜圭介           | 森岡賢一郎       | BS-1904  |
| 8  | 1975年 2月     | B面   | 約束だけど           | 千家和也   | 浜圭介           | 森岡賢一郎       | BS-1904  |
| 9  | 1975年 9月     | A面   | 風のかたみ           | 藤公之介   | 大野克夫         | 萩田光雄         | BS-1956  |
| 9  | 1975年 9月     | B面   | ひとり旅             | 藤公之介   | 杉本真人         | 萩田光雄         | BS-1956  |
| 10 | 1976年 3月     | A面   | 恋だもの             | 千家和也   | 加瀬邦彦         | 竜崎孝路         | BS-2006  |
| 10 | 1976年 3月     | B面   | 好きにさせて         | 千家和也   | 加瀬邦彦         | 竜崎孝路         | BS-2006  |
| 11 | 1976年 12月    | A面   | くどき文句           | 畠山陽子   | 佐藤正子         | 木森敏之         | GK-63    |
| 11 | 1976年 12月    | B面   | 故郷の青い空         | 橋本淳     | 加瀬邦彦         | 船山基紀         | GK-63    |
| 12 | 1980年 8月     | A面   | タンゴ熱愛           | なかにし礼 | なかにし礼       | 若草恵           | 7DX-1002 |
| 12 | 1980年 8月     | B面   | 今はもう明日         | なかにし礼 | なかにし礼       | 若草恵           | 7DX-1002 |
| 13 | 1980年 12月    | A面   | 冬の女               | 山川啓介   | 伊部晴美         | 伊部晴美         | 7DX-1032 |
| 13 | 1980年 12月    | B面   | 白い夜               | 山川啓介   | 伊部晴美         | 伊部晴美         | 7DX-1032 |
| 14 | 1981年 5月     | A面   | 悲しい芝居           | なかにし礼 | なかにし礼       | 若草恵           | 7DX-1087 |
| 14 | 1981年 5月     | B面   | 別れの朝             | なかにし礼 | U.Jürgens        | 竜崎孝路         | 7DX-1087 |
| 15 | 1982年 6月     | A面   | 泪のブルース         | たかたかし | 浜圭介           | 竜崎孝路         | 7DX-1174 |
| 15 | 1982年 6月     | B面   | 情愛                 | たかたかし | 浜圭介           | 竜崎孝路         | 7DX-1174 |
| 16 | 1983年 4月     | A面   | 宗谷岬               | 吉田弘     | 船村徹           | 広瀬健次郎       | 7DX-1226 |
| 16 | 1983年 4月     | B面   | (メロ入りカラオケ)   | -          | 船村徹           | 広瀬健次郎       | 7DX-1226 |
| 17 | 1985年 5月25日 | A面   | 宗谷岬               | 吉田弘     | 船村徹           | 斉藤恒夫         | 7DX-1369 |
| 17 | 1985年 5月25日 | B面   | (カラオケ)           | -          | 船村徹           | 斉藤恒夫         | 7DX-1369 |
| 18 | 1986年 6月21日 | A面   | 礼文うすゆき草       | 杉紀彦     | 小林亜星         | 高田弘           | 7DX-1412 |
| 18 | 1986年 6月21日 | B面   | 礼文の旅情           | 杉紀彦     | 小林亜星         | 高田弘           | 7DX-1412 |
| 19 | 1990年 6月21日 | 01    | 幸せとんぼ           | 石本美由起 | 堀内孝雄         | 前田俊明         | KIDX-8   |
| 19 | 1990年 6月21日 | 02    | 彼岸坂               | 石本美由起 | 堀内孝雄         | 前田俊明         | KIDX-8   |
| 20 | 1992年 7月22日 | 01    | 海辺の少年           | 大石さち子 | 小椋佳           | 桜庭伸幸         | KIDX-80  |
| 20 | 1992年 7月22日 | 02    | 幸せとんぼ           | 石本美由起 | 堀内孝雄         | 前田俊明         | KIDX-80  |
| 21 | 2001年 1月24日 | 01    | 扉を開けて           | 千葉紘子   | 岩坂士京         | 伊戸のりお       | KIDX-576 |
| 21 | 2001年 1月24日 | 02    | 宗谷岬               | 吉田弘     | 船村徹           | 斉藤恒夫         | KIDX-576 |

#### リイシューシングル
キングレコード
1. ニュー・ベストカップリング・シリーズ 折鶴 c/w 初めてのお酒 (1979年1月、GK-2053)
2. 宗谷岬 c/w 同曲カラオケ (1985年5月25日、7DX-1369)
3. キング・ゴールデン・シリーズ 折鶴 c/w はぐれ鳥 (1985年2月、K07S-2868)
4. 折鶴 c/w 初めてのお酒 (1991年3月21日、KIDX-2058)
5. 折鶴 c/w 初めてのお酒 (1999年9月22日、KIDX-2166)
6. 特選・歌カラベスト3 千葉紘子 (2004年8月4日、KICM-8084)
7. 特選・歌カラベスト3 千葉紘子 (2012年3月7日、KICM-8237)
8. 特選・歌カラベスト3 千葉紘子 (2017年1月11日、KICM-8322)

### アルバム

#### オリジナルアルバム
| 発売日             | 規格           | 規格品番       | アルバム                                                 |
| キングレコード     | キングレコード | キングレコード | キングレコード                                           |
| ------------------ | -------------- | -------------- | -------------------------------------------------------- |
| 1972年             | LP             | SKD-132        | はぐれ鳥 / 千葉紘子Ⅰ<ザ・ファースト>ラブ・ポップスを歌う |
| 1972年12月10日     | LP             | SKA-40         | 折鶴 / 千葉紘子Ⅱ<ザ・セカンド>                           |
| 1973年             | LP             | SKA-64         | 郵便局 / 千葉紘子Ⅲ<ザ・サード>                           |
| 1974年             | LP             | SKA-97         | 初めてのお酒 千葉紘子・夜とお酒と恋の街                  |
| ポリドールレコード |                |                |                                                          |
| 1980年             | LP             | 28MX-1021      | タンゴ熱愛―冬の女 千葉紘子                               |
| 1981年9月          | LP             | 28MX-1065      | 悲しい芝居―タンゴ熱愛 「熱愛!」千葉紘子                  |
| キングレコード     |                |                |                                                          |
| 1991年2月21日      | CD             | KICX-59        | 文化庁芸術祭参加 幸せとんぼどこにいる / 千葉紘子         |

#### ベストアルバム
キングレコード
- SUPER DISC 20 千葉紘子ベスト20 (1973年、ALL-111)
- 千葉紘子ベスト (1980年、K25A-64)
- 千葉紘子全曲集 (1990年10月21日、KICX-8025)
- 千葉紘子全曲集 (1992年9月26日、KICX-2072)
- 千葉紘子全曲集 (2001年12月5日、KICX-2730)
- 決定版 千葉紘子2008 (2007年11月21日、KICX-3571)
- 千葉紘子全曲集2009 (2008年10月8日、KICX-3657)
- 千葉紘子全曲集2010 (2009年10月7日、KICX-3757)
- 千葉紘子全曲集2011 (2010年10月6日、KICX-3898)
- 千葉紘子全曲集2012 (2011年10月5日、KICX-4018)
- 千葉紘子全曲集2013 (2012年10月10日、KICX-4144)
- 千葉紘子全曲集2014 (2013年10月9日、KICX-4236)
- 千葉紘子全曲集2015 (2014年10月8日、KICX-4370)
- 千葉紘子全曲集2016 (2015年10月7日、KICX-4532)
- 千葉紘子全曲集2017 (2016年10月5日、KICX-4673)
- 千葉紘子全曲集2018 (2017年10月11日、KICX-4796)
- 千葉紘子全曲集2019 (2018年10月10日、KICX-4975)
- 千葉紘子全曲集2020 (2019年10月9日、KICX-5099)
- 千葉紘子全曲集2021 (2020年10月7日、KICX-5244)

### タイアップ曲
| 年     | 楽曲   | タイアップ                         |
| ------ | ------ | ---------------------------------- |
| 1980年 | 冬の女 | フジテレビ系ドラマ「彩の女」主題歌 |

## テレビ番組
- ルックルックこんにちは（日本テレビ）
- みんなで歌おう'71〜'75（TBS） - 司会
- テレビ寺子屋（テレビ静岡制作・フジテレビ系列） - 講師

ほか多数

## ラジオ番組
- 芸能ダイヤル（NHKラジオ第1）
- はつらつスタジオ505（NHKラジオ第1）[1]
- どんとこい!電リク大進撃（TBSラジオ）
- 歌謡バラエティ（FM東京）[1]

## 著書
- 「あした、青空―少年院の少女たち」（毎日新聞社、2003年）